# Парламентские выборы в Гвинее-Бисау (2019)
Парламентские выборы в Гвинее-Бисау прошли 10 марта 2019 года. Первоначально выборы планировались на 18 ноября 2018 года согласно договорённости от 18 апреля 2018 года между президентом Жозе Мариу Вашом и оппозицией, проведённой под эгидой ЭКОВАС. Однако, списки избирателей не были готовы до 20 ноября и премьер-министр Аристид Гомеш последовательно предлагал даты 16 и 30 декабря 2018 года и 27 января 2019 года. Наконец, дата 10 марта была установлена президентским указом в декабре 2018 года.
В результате выборов Африканская партия независимости Гвинеи и Кабо-Верде (ПАИГК) получила 47 из 102 мест Национального собрания, оставшись крупнейшей парламентской партией страны, но потеряв при этом большинство. Однако, предварительными договорённости с Ассамблеей объединённого народа, Новой демократической партией и Союзом за перемены обеспечили ПАИГК коалиционное большинство.

## Избирательная система
102 депутата Национального народного собрания избираются двумя способами. Сто депутатов избираются по партийным спискам по 27 многомандатным избирательным округам. Остальные два места заполняются в одномандатных округах, представляющих граждан страны в Африке и в Европе.

## Кампания
Выборы прошли в мирной обстановке. Президент Ваш заявил, что «никто не был убит, не было беспорядков, переворота, случайных арестов и политических заключённых. Вместо этого, была свобода волеизъявления и право на собрания». Явка была высокой.

## Результаты
| Партия                                                              | Партия                                                                    | Голоса  | %     | Мест | +/-   |
| ------------------------------------------------------------------- | ------------------------------------------------------------------------- | ------- | ----- | ---- | ----- |
|                                                                     | Африканская партия независимости Гвинеи и Кабо-Верде                      | 212 148 | 35,22 | 47   | -10   |
|                                                                     | Партия социального обновления                                             | 127 104 | 21,10 | 21   | -20   |
|                                                                     | Движение Демократическая альтернатива G-15                                | 126 935 | 21,07 | 27   | новая |
|                                                                     | Ассамблея объединённого народа                                            | 51 049  | 8,47  | 5    | новая |
|                                                                     | Национальный патриотический фронт                                         | 13 926  | 2,31  | 0    | новая |
|                                                                     | Партия демократической конвергенции                                       | 9864    | 1,64  | 0    | -2    |
|                                                                     | Новая демократическая партия                                              | 9019    | 1,50  | 1    | 0     |
|                                                                     | Союз за перемены                                                          | 8535    | 1,42  | 1    | 0     |
|                                                                     | Сопротивление Гвинеи-Биссау- Движение Бафата                              | 6959    | 1,16  | 0    | 0     |
|                                                                     | Африканский национальный конгресс                                         | 6005    | 1,00  | 0    | новая |
|                                                                     | Патриотическое движение                                                   | 5756    | 0,96  | 0    | новая |
|                                                                     | Движение за развитие                                                      | 4542    | 0,75  | 0    | новая |
|                                                                     | Гвинейский патриотический союз                                            | 4407    | 0,73  | 0    | 0     |
|                                                                     | Социал-демократическая партия                                             | 2854    | 0,47  | 0    | 0     |
|                                                                     | Партия справедливости, примирения и труда — Платформа демократических сил | 2849    | 0,47  | 0    | новая |
|                                                                     | Гвинейское демократическое движение                                       | 2789    | 0,46  | 0    | новая |
|                                                                     | Республиканская партия за независимость и развитие                        | 2622    | 0,44  | 0    | 0     |
|                                                                     | Демократический центр                                                     | 2444    | 0,41  | 0    | новая |
|                                                                     | Национальная партия единства                                              | 958     | 0,16  | 0    | новая |
|                                                                     | Демократическая партия за развитие                                        | 861     | 0,14  | 0    | новая |
|                                                                     | Партия народного манифеста                                                | 755     | 0,13  | 0    | 0     |
| Недействительные/ пустые бюллетени                                  | Недействительные/ пустые бюллетени                                        | 42 704  | -     | -    | -     |
| Всего                                                               | Всего                                                                     | 645 085 | 100   | 102  | 0     |
| Зарегистрированных избирателей/ Явка                                | Зарегистрированных избирателей/ Явка                                      | 761 676 | 84,69 | -    | -     |
| Источник: CNE Архивная копия от 12 сентября 2020 на Wayback Machine |                                                                           |         |       |      |       |